# Есексвил (Мичиген)
Есексвил (Мичиген) (енгл. Essexville) град је у америчкој савезној држави Мичиген. По попису становништва из 2010. у њему је живело 3.478 становника.

## Демографија
Према попису становништва из 2010. у граду је живело 3.478 становника, што је 288 (7,6%) становника мање него 2000. године.
| Група             | 2000.         | 2010.         |
| Белци             | 3.577 (95,0%) | 3.257 (93,6%) |
| Афроамериканци    | 20 (0,5%)     | 32 (0,9%)     |
| Азијати           | 22 (0,6%)     | 28 (0,8%)     |
| Хиспаноамериканци | 78 (2,1%)     | 105 (3,0%)    |
| Укупно            | 3.766         | 3.478         |